# Bambusiomyces
Genre
Espèce
Bambusiomyces est un genre de champignons de la famille des Ustilaginaceae.
Ce genre a été circonscrit en 2011 pour contenir le « charbon » originaire du Japon, anciennement connu sous le nom d'Ustilago shiranai, espèce décrite à l'origine en 1900 par le mycologue allemand, Paul Christoph Hennings.
Ce champignon a été découvert à l'origine sur un bambou sauvage japonais, Bambusa veitchii, mais on l'a isolé depuis lors sur plusieurs espèces de plantes appartenant à la tribu des Bambuseae, dans la famille des Poaceae (graminées).
Outre le Japon, l'espèce est présente également en Chine et dans divers lieux en Asie du Sud, et elle a été introduite aux États-Unis.

## Liste d'espèces
Selon Index Fungorum (18 octobre 2016) :
- Bambusiomyces shiraianus (Henn.) Vánky 2011